# YouTube Space

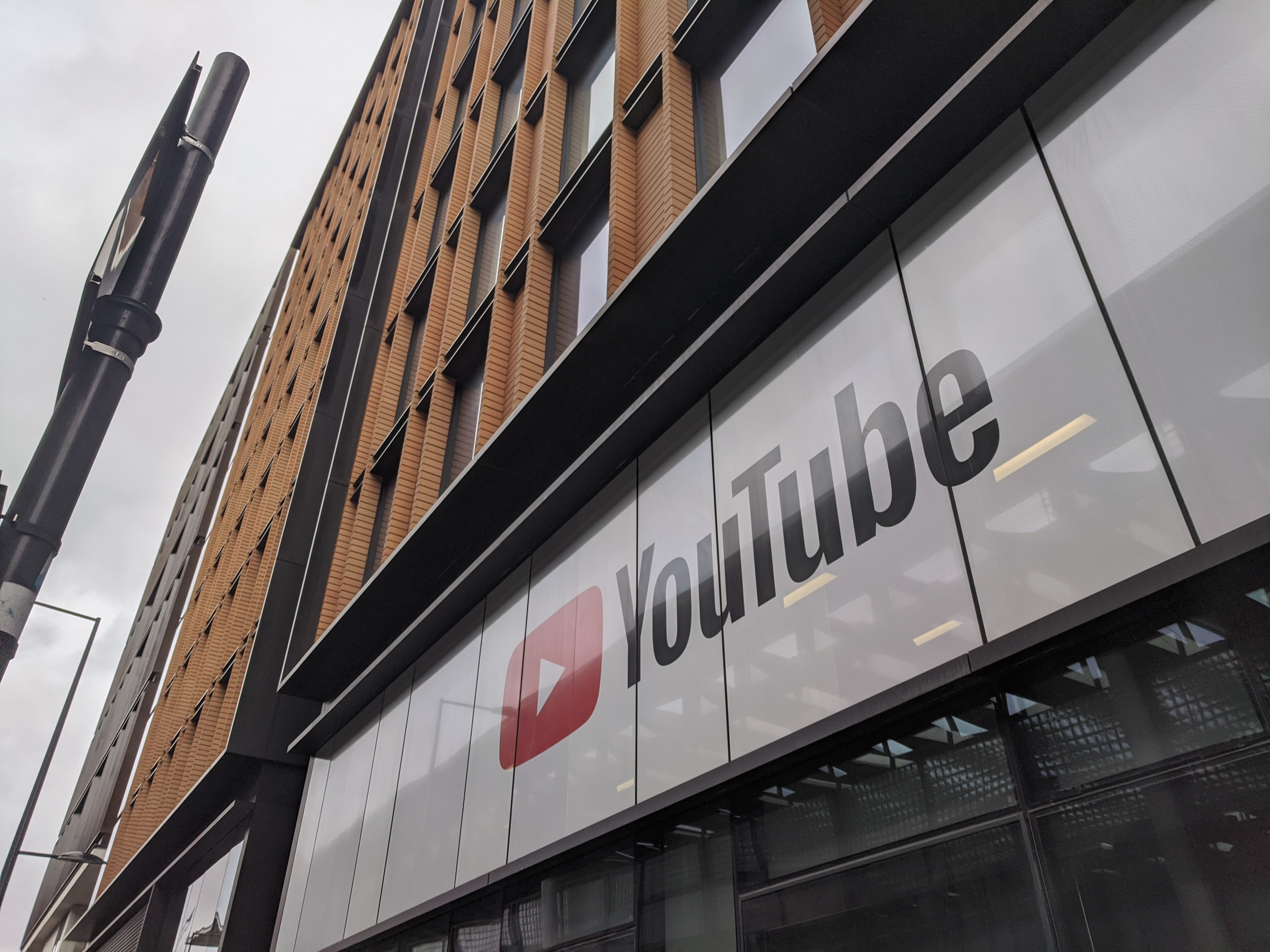
倫敦國王十字的YouTube Space是世界第一個YouTube Space

YouTube Space是指YouTube提供的供YouTuber舉辦活動的空間。第一座YouTube Space在2012年開設於倫敦。現在全世界共有10處YouTube Space，包括柏林、倫敦、洛杉磯、紐約、巴黎、里約熱內盧、東京、聖保羅、孟買和迪拜。 